# Eleonora Duse
Eleonora Duse (3. oktober 1858 i Vigevano, Italien – 21. april 1924 i Pittsburgh, Pennsylvania, USA) var en italiensk skuespillerinde.
Hun var sammen med Sarah Bernhardt datidens store primadonna.
Hun var berømt for sin intense og lidenskabelige fremstilling af bl.a. Henrik Ibsens kvindeskikkelser.
En verdensturné i 1906 bragte hende til København.